# Sternotomis flavomaculata
Espèce
Sternotomis flavomaculata est une espèce de coléoptères d'Afrique centrale de la famille des Cerambycidae (longicornes). 

## Systématique
L'espèce Sternotomis flavomaculata a été décrite en 1919 par l'entomologiste allemand Eugen Hintz (d) (1868-1932),.

## Répartition
Sternotomis flavomaculata se rencontre au Kenya, au Cameroun et en République démocratique du Congo.

## Description
Dans sa publication de 1919, l'auteur indique que cette espèce mesure entre 25 et 30 mm. Sa teinte générale est vert clair saupoudré de jaune paille.

## Liste des variétés
Selon BioLib (29 juillet 2022) :
- Sternotomis flavomaculata var. semirubra Breuning, 1935
- Sternotomis flavomaculata var. flavescens Breuning, 1935
- Sternotomis flavomaculata var. virens Breuning, 1935

## Étymologie
Son épithète spécifique, du latin flavus, « jaune » et maculatus, « tacheté », fait référence à sa livrée.

## Publication originale
- (de) E. Hintz, « Cerambyciden », Wissenschaftliche Ergebnisse der zweiten Deutschen Zentral-Afrika-Expedition, 1910-1911, Allemagne, vol. 1,‎ 1919, p. 599-638 (lire en ligne, consulté le 29 juillet 2022).